# Gustaf Sandström (regeringsråd)
Gustaf Sandström, född 1948, är en svensk jurist.
Gustaf Sandström blev rättssakkunnig i Finansdepartementet 1976, assessor i Kammarrätten i Stockholm 1979 och departementsråd i Finansdepartementet 1985. Han var ordförande i Bokföringsnämnden 1994–1996 och ordförande i Skatterättsnämnden, avdelningen för direkt skatt, 1990–1996. Sandström utnämndes av regeringen den 22 augusti 1996 till regeringsråd. Han var regeringsråd (från 2011, då Regeringsrätten bytte namn till Högsta förvaltningsdomstolen, med titeln justitieråd) fram till sin pensionering 2015.